# 化学序
化学序是指一组化学元素，其中各元素的物理和化学特征从位于该序列一端的元素渐进地变化到位于另一端的元素。
早在元素周期表出现之前就已发现了化学序的规律，人们试图通过它来根据各元素的化学性质将元素分组进行组织。
许多化学序与周期表中的分族精确地对应。这并非巧合，分组所依据的物理性质其实同样是由导致这些元素处于周期表中同一分族中的原子轨道构型所决定的.
周期表中的化学序包括：
| 碱金属元素   | (IUPAC分族1族)  |
| 碱土金属元素 | (IUPAC分族2族)  |
| 镧系元素     |                 |
| 锕系元素     |                 |
| 过渡金属元素 |                 |
| 贱金属元素   |                 |
| 准金属元素   |                 |
| 非金属元素   |                 |
| 卤素元素     | (IUPAC分族17族) |
| 稀有气体元素 | (IUPAC分族18族) |